# John Neves
John Oliveira Neves (* 22. Oktober 1931 in Mansfield, Massachusetts; † 18. Juli 1988 in Boston) war ein US-amerikanischer Jazzmusiker (Kontrabass).

## Leben und Wirken
John Neves wuchs als eines von zehn Kindern einer Familie in der Bostoner Trenton Street auf. Zunächst spielte er Geige und brachte sich dann selbst das Kontrabassspiel bei. Er trat bald in Bostoner Clubs wie dem Stables und dem Storyville auf. Neves arbeitete ab Mitte der 1950er-Jahre in Boston mit Herb Pomeroy (Jazz in a Stable, 1955); er gehörte 13 Jahre lang Herb Pomeroys Bigband an und unterrichtete am Berklee College of Music. Ab Ende des Jahrzehnts spielte er u. a. auch mit George Shearing/Billy May, Lem Winchester (New Faces at Newport, 1958), Johnny Rae, Gerry Mulligan, Jaki Byard, Marian McPartland und Maynard Ferguson, 1961 spielte er bei Stan Getz, zu hören auf Recorded Fall 1961 (mit Bob Brookmeyer), Getz at the Gate und Focus. 1962 gastierte er mit Carol Sloane und Coleman Hawkins auf dem Newport Jazz Festival.
In den folgenden Jahren wirkte er weiterhin bei Aufnahmen von Gary Burton, Steve Kuhn/Toshiko Akiyoshi, Tubby Hayes mit, in späteren Jahren in Boston noch mit J. R. Mitchell, Herb Pomeroy und zuletzt 1986 in einem Trio mit Al Francis und Joe Hunt (Jazz Bohemia Revisited). Im Bereich des Jazz war er laut Tom Lord zwischen 1955 und 1986 an 25 Aufnahmesessions beteiligt.
Sein älterer Bruder Paul Neves (1930–1981) arbeitete als Pianist u. a. mit Ahmed Abdul-Malik und Lucky Thompson.